# Quimbanda
Quimbanda es una religión afrobrasileña  y afrouruguaya que se practica principalmente en los centros urbanos de las ciudades de Brasil y Uruguay.

## Sus prácticas
Las prácticas de la Quimbanda se asocian típicamente con la magia y los rituales con los espíritus Exus y Pombagiras. La Quimbanda estaba originalmente contenida bajo la tradición religiosa de Macumba. En los primeros años del siglo XXI, algunos comenzaron a afirmar, a pesar de los registros históricos en sentido contrario, que Quimbanda estaba totalmente separada de la religión de Umbanda, arguyendo que la Umbanda representaba los rasgos más europeizados de la religión. Los practicantes de Quimbanda han seguido insistiendo en que se refiere a una religión distinta, mientras rechazan las influencias católicas y espiritistas kardecistas que han permeado en la Umbanda y otras religiones afrobrasileñas.

## Relación y significado de su vocablo
El vocablo quimbanda o kimbanda (pronunciación en portugués: /kĩˈbɐ̃dɐ/) proviene del kimbundu (idioma bantú de la zona de Angola) y es relacionado con el doctor tradicional o "curandero" de las zonas de Angola. El significado es: "aquél que se comunica con el más allá" o también aquel que puede comunicarse con el "arte de curar", ya que ese es otro de los significados de la terminación "UMBANDA". La Umbanda, es el tipo de ritual practicado por el kimbanda en Angola para efectuar curaciones e invocaciones a ancestros espirituales (otros kimbandas o tatas) que podrían comunicarse con las personas a través de su cuerpo, tal cual lo hacen los espíritus a través de un médium. [cita requerida]
Algunos entendidos afirman que la palabra Mbanda en Brasil se transformaría en "Umbanda" por razones fonéticas, término que con el que se fundó un culto en el que determinados espíritus de curanderos africanos y chamanes indígenas, entre otros, pueden tomar contacto con los creyentes a través del trance mediúmnico, con el fin de traer paz, esperanza, caridad y ayuda espiritual a los adeptos.[cita requerida]

## Orígenes de la Quimbanda como culto en Brasil

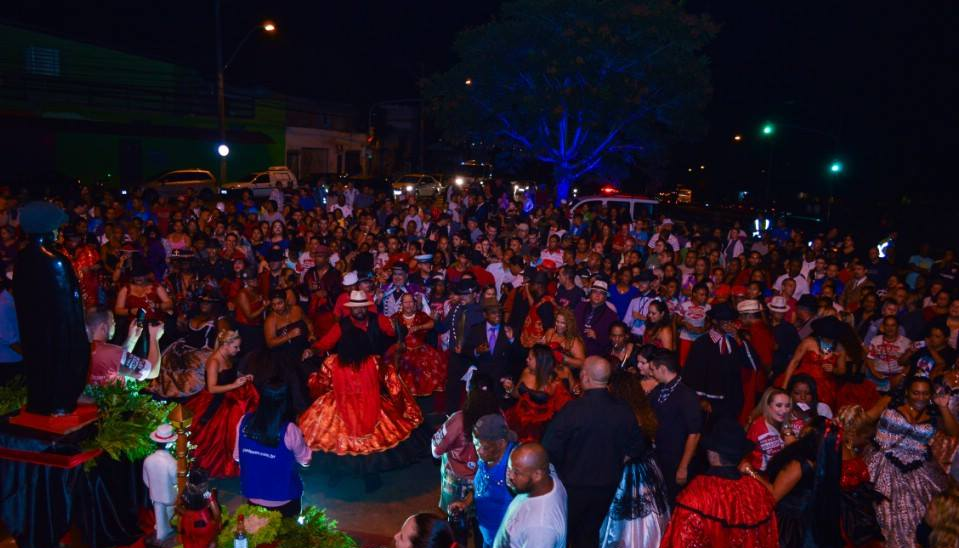
Quimbanda en Brasil

Este tipo de rituales y prácticas llegaron al Brasil a través de los esclavos traídos desde las regiones bantúes desde Angola y Congo. Ya en Brasil se adapta al medio y aquellos esclavos que eran kimbanderos o kimbandas, comienzan a recibir influencias de las creencias indígenas locales, de otros grupos de esclavos como los nagó o fon, malés, entre otros y además del hombre blanco, de quien toman prestado el concepto del mal identificado como el Diablo o Demonio, el cual es usado justamente para asustar al propio amo. De todo ese crisol surgen diversas formas de cultos denominados "macumbas" o "makumbas", entre ellos un tipo de macumba que finalmente termina siendo denominada "kimbanda".[cita requerida]
Antiguos sacerdotes curadores provenientes de las tribus de Angola (kimbandas) ya se podían ver en los rituales de Umbanda. Estos llegaban con el nombre de Exú (macho) y Pomba-Gira (hembra); lo que hace la Kimbanda es darles un culto propio a estas entidades espirituales.[cita requerida]

## El Culto de los Exú en Quimbanda
La Kimbanda no tiene un credo, sino que es un culto compatible con otras religiones afro que religuen a cosmovisiones más amplias acerca de la divinidad. La palabra "exu" proviene del nombre del Orixá Exu, Bará para el Batuque, Exú para el Candomblé, quien está encargado de fiscalizar este culto. Este culto no es dependiente de la Umbanda, sino que es más allegado de alguna manera a las corrientes africanas (ya que aquí si hay asentamientos, el uso de la sangre, los "axés" que se entregan, entre otras cosas). Este culto no habla del camino del bien o el mal ya que estos viven en cada persona, sino que estos espíritus guían a las personas a través de los pasos o decisiones más convenientes en su vida. El ritual es naturalista, se utilizan símbolos ya que la kimbanda es simbolista, en su forma, todo tiene un significado.[cita requerida]

## Consagraciones
En kimbanda no existe el bautismo o "lavado de cabeza" y tampoco se hace borí (alimentar espiritualmente la cabeza de alguien, como parte del ser humano que representa a la divinidad), puesto que Exu no recibe cabezas, es decir, no tiene "hijos de orixá", pues Exu no está considerado como un "orixá"; pero si hay una línea de jerarquía, ya que la entidad en jefe no es la que abre paso al resto de entidades "nuevas", sino que es el agente cósmico universal que regula el equilibrio de todas las cosas y hace posible que se dé el movimiento y la transmutación en el mundo material y espiritual. Siendo así, la cabeza de la persona que practique kimbanda siempre es "lavada en orixá" y nunca es tocada en kimbanda aunque ciertamente existe un hilo conductor que une en un mismo linaje o línea a todas las entidades que recibe un médium con su orixa regente. Las consagraciones en kimbanda se hacen del cuello hacia abajo y la "casa" donde habitaría exu en el cuerpo de los médiums se prepararía a través del "cruzamiento por dentro" y este parte del sincretismo del ritual. Cada entidad tiene sus particularidades pero en la Kimbanda propiamente dicha, el avance astral de la entidad y del médium se hace a través de obligaciones, se puede ver cuan avanzado está ese espíritu a través de pruebas que demandará el Jefe de Kimbanda´del lugar, luego de aprobada cada prueba se le otorgará a esa entidad y al médium que la recibe una "imperial" o collar que llevará según el grado de aprendizaje que esta entidad posee. Cada "imperial" dirá que grado tiene ese Exú como también el lugar al que pertenece según los colores que esta posea. Las "obligaciones son rituales de pasaje de grado, por así decirlo, no tienen un fin, esa entidad es siempre perteneciente a una familia y siempre hace obligaciones para avanzar en su astral. Como muchos cultos espiritistas, los espíritus no están solos sino que son acompañados por sus "familias" astrales.[cita requerida]

## Entidades
Las entidades que llegan en la Kimbanda son todas denominadas exu, pombagira, cigano/a, así se presenten como espíritus masculinos o femeninos. Sin embargo, para diferenciar las energías, a los Exu femeninos o Exu-Mulher se les llama "Pomba-Gira". Estas entidades incorporan en los médiums, el médium es la persona física (somos la materia). En una  kimbanda las entidades llegan a traer consejos, paz, adoctrinar y a ayudar espiritualmente a todos los adeptos. Cuando están presentes en sus médiums o "cabalhos" usan vestimentas típicas de la época en que vivieron, por eso es común ver que usen capas, galeras, capelinas y vestidos de damas antiguas. Puesto que es una religión desarrollada en Brasil, el idioma que generalmente utilizan las entidades para comunicarse es el portugués. [cita requerida]

## Quimbanda como ritual
El ritual más común dentro de este culto es la "Gira de Exú" donde los médiums se reúnen para realizar incorporaciones espirituales, estos espíritus son invocados a través de variados cánticos (algunos muy eufóricos y otros no tanto) muy populares entre sus adeptos que narran historias y leyendas de estas entidades espirituales durante su vida terrenal, estos cánticos son acompañados de varios instrumentos tradicionales del culto afro como tambores, dunun, shekeres y agogos. Durante la incorporación los médiums vestidos con ropas de estilo colonial, que reflejan costumbres de estos entes, son agradados con diferentes bebidas, habanos y cigarrillos; los concurrentes y espectadores que no pertenecen a la liturgia se acercan a conversar con los médiums por su principal peculiaridad de realizar trabajos de unión de pareja, aperturas de caminos, limpiezas, protección, etc.